# Postojna község
Postojna község (szlovénül: Občina Postojna) alapfokú közigazgatási egység Szlovéniában, a Primorsko-notranjska statisztikai régióban. Lakosainak száma 16 518 fő (2020. július 1.).

## A község települései
A községhez Postojna székhelyen kívül a következő települések tartoznak:
- Belsko
- Brezje pod Nanosom
- Bukovje
- Dilce
- Gorenje
- Goriče
- Grobišče
- Hrašče
- Hrenovice
- Hruševje
- Koče
- Landol
- Liplje
- Lohača
- Mala Brda
- Mali Otok
- Malo Ubeljsko
- Matenja Vas
- Orehek
- Planina
- Predjama
- Prestranek
- Rakitnik
- Rakulik
- Razdrto
- Sajevče
- Slavina
- Slavinje
- Šmihel pod Nanosom
- Stara Vas
- Strane
- Strmca
- Studenec
- Studeno
- Velika Brda
- Veliki Otok
- Veliko Ubeljsko
- Zagon
- Žeje

## Népesség
| Lakosok száma | 15 423 | 15 633 | 15 724 | 15 757 | 15 821 | 16 026 | 16 124 | 16 194 | 16 363 | 16 518 |
|               | 2008   | 2009   | 2011   | 2012   | 2013   | 2015   | 2016   | 2017   | 2019   | 2020   |